# Удинский хребет
Удинский хребет — горный хребет в Восточном Саяне, длиной 140 км и высотой до 2875 м. (пик Триангуляторов). Находится на территории Иркутской области и Тывы.
Хребет представляет собой высокогорную цепь с резко расчленённым рельефом, сложенную гнейсами, кристаллическими сланцами и мраморами. Растительность на склонах Удинского хребта представлена кедрово-лиственничной тайгой; на высоте выше 1700—1800 м — альпийскими лугами на юго-западном склоне и высокогорной тундрой на северо-восточном склоне.
Хребет служит водоразделом рек Уды и Хамсары. На Удинском хребте берёт начало река Кара-Бурень.